# Walter Kasper

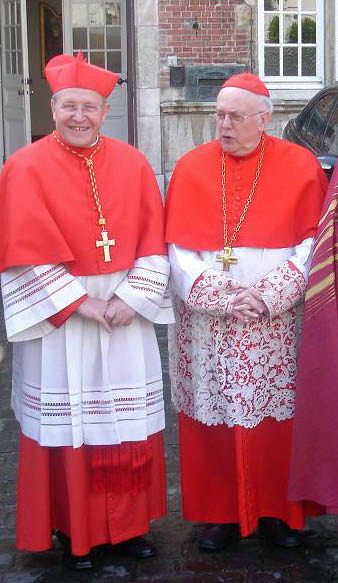
Kardynał Kasper (po lewej) z kard. Godfriedem Danneelsem

Walter Kasper (ur. 5 marca 1933 w Heidenheim an der Brenz) – niemiecki duchowny rzymskokatolicki, doktor nauk teologicznych specjalizujący się w teologii dogmatycznej, biskup diecezjalny Rottenburga-Stuttgartu w latach 1989–1999, współprzewodniczący Katolicko-Luterańskiej Komisji Promowania Jedności Chrześcijan w latach 1994–1999, sekretarz Papieskiej Rady ds. Popierania Jedności Chrześcijan w latach 1999–2001, kardynał od 2001 (najpierw w stopniu diakona, w 2011 promowany do stopnia prezbitera), przewodniczący Papieskiej Rady ds. Popierania Jedności Chrześcijan w latach 2001–2010.

## Życiorys
Studiował w seminarium w Tybindze (gdzie obronił doktorat z teologii) i Monachium; święcenia kapłańskie przyjął 6 kwietnia 1957 w Rottenburgu. Pracował jako wikary parafii Najświętszego Serca Jezusa w Stuttgarcie, następnie wykładał w seminarium w Tybindze, gdzie w czasie przygotowań do obrony doktoratu z teologii był asystentem prof. Leo Scheffczyka (późniejszego kardynała). W latach 1961–1969 wykładał teologię dogmatyczną w Münster (był dziekanem Wydziału Teologii), potem w Tybindze (również pełnił funkcję dziekana Wydziału Teologii); w 1983 gościnnie wykładał w Waszyngtonie. Został powołany w skład Międzynarodowej Komisji Teologicznej oraz Akademii Nauk w Heidelbergu (1985). Na II nadzwyczajnej sesji Światowego Synodu Biskupów w Watykanie (listopad-grudzień 1985) był specjalnym sekretarzem; brał udział w późniejszych latach w kolejnych sesjach Synodu już jako biskup.
4 kwietnia 1989 został wybrany na biskupa Rottenburga-Stuttgartu; Jan Paweł II zatwierdził go 17 kwietnia 1989, a sakry udzielił Kasperowi 17 czerwca 1989 Oskar Saier (arcybiskup Fryburga). Od 1994 biskup Kasper był współprzewodniczącym Katolicko-Luterańskiej Komisji Promowania Jedności Chrześcijan. W marcu 1999 przeszedł do pracy w Kurii Rzymskiej i został powołany na sekretarza Papieskiej Rady do spraw Popierania Jedności Chrześcijan; w maju 1999 złożył rezygnację z rządów diecezją Rottenburg-Stuttgart. W lutym 2001 Jan Paweł II wyniósł go do godności kardynalskiej, z nadaniem diakonii Ognissanti in Via Appia Nuova, a miesiąc później powołał na prezydenta Papieskiej Rady do spraw Popierania Jedności Chrześcijan.
Po śmierci papieża Jana Pawła II (2 kwietnia 2005) pełnienie funkcji prezydenta Rady przez kardynała Kaspera uległo zawieszeniu. Powrócił na stanowisko 24 kwietnia 2005, po podjęciu posługi papieskiej przez Benedykta XVI.
Dnia 10 marca 2007 roku otrzymał tytuł doktora honoris causa Uniwersytetu Opolskiego.
1 lipca 2010 papież Benedykt XVI przyjął jego rezygnację z zajmowanego stanowiska w związku z osiągnięciem wieku emerytalnego. 21 lutego 2011 został awansowany do rangi kardynała prezbitera.
Uczestnik konklawe 2005 i konklawe 2013 roku. 13 marca 2013, z chwilą wyboru papieża Franciszka, w związku z ukończeniem kilka dni wcześniej 80 roku życia utracił prawo do czynnego uczestniczenia w przyszłych konklawe.
W trakcie przygotowań do synodu biskupów nt. małżeństwa i rodziny w 2014 był rzecznikiem kontrowersyjnej propozycji dopuszczenia w pewnych okolicznościach osób żyjących w nowych związkach po rozwodzie do sakramentów. Na konsystorzu kardynałów 21 lutego 2014 r. wyraził opinię, w której z jednej strony podkreślił to, iż Kościół nie może kwestionować słów Jezusa na temat nierozerwalności małżeństwa, a więc Konsystorz i Synod nie mogą przedstawić „łatwego”, ogólnego rozwiązania, które odnosiłoby się do każdego. Z drugiej strony stwierdził, że biorąc pod uwagę trudności, z jakimi borykają się obecnie rodziny i ogromny wzrost liczby nieudanych małżeństw, można zbadać nowe ścieżki, aby odpowiedzieć na głębokie potrzeby osób rozwiedzionych, które ponownie zawarły związek małżeński w związku partnerskim, ale uznając swą porażkę, nawracają się i po okresie pokuty proszą o ponowne przyjęcie do sakramentów. Kardynał Kasper tak uzasadnił swe stanowisko w wywiadzie udzielonym po konsystorzu:

Nie jestem w stanie myśleć, że istnieje sytuacja, w której ktoś wpadłszy w dół nie miałby z niego wyjścia. Często osoba taka nie może wrócić do pierwszego małżeństwa. Jeśli jest to możliwe, powinno dojść do pojednania, ale często nie jest to możliwe.

## Publikacje
Kardynał Kasper napisał 16 książek z dziedziny teologii, szczególnie chrystologii.
Das Absolute in der Geschichte. Philosophie und Theologie der Geschichte in der Spätphilosophie Schellings (1965)

Glaube und Geschichte (1970)

Einführung in den Glauben (1972)

Jesus der Christus (1974)

Zur Theologie der Christlichen Ehe (1977)

Der Gott Jesu Christi (1982)

Leben aus den Glauben (1995)

Theologie und Kirche (1987, 1999), 2 tomy

Leadership in the Church (2003)

Sakrament der Einheit. Eucharistie und Kirche (2004)

Wege in die Einheit. Perspektiven für die Ökumene (2005)

Wo das Herz des Glaubens schlägt. Die Erfharung eines Leben (2008), razem z dziennikarzem Danielem Deckersem

Katolische Kirche: Wesen - Wirklichkeit - Sendung (2011)

Barmherzigkeit: Grundbegriff des Evangeliums - Schlüssel christlichen Lebens (2012)

Das Evangelium von der Familie. Die Rede vor dem Konsistorium (2014)

Papst Franziskus - Revolution der Zärtlichkeit und der Liebe (2015)